# Блюме, Рикардо
Рикардо Кристобаль Блюме Траверсо (исп. Ricardo Cristobal Blume Traverso; 16 августа 1933, Лима, Перу — 30 октября 2020, Сантьяго-де-Керетаро, Мексика) — перуанский и мексиканский актёр театра и кино и режиссёр, внёсший огромный вклад в развитие мексиканского кинематографа.

## Биография
Родился 16 августа 1933 года в Лиме. После окончания средней школы учился в колледже Лимы, затем в ассоциации художников-любителей, вскоре после этого переехал в Мадрид и поступил в Высшую Королевскую школу драматического искусства, по его окончании вернулся в Лиму и в 1961 году возглавил Театр католического университета, где отличился в качестве актёра и режиссёра. В латиноамериканском кинематографе дебютировал в 1963 году, и с тех пор принял участие в 44 работах в кино и телесериалах, наибольшую популярность ему принёс телесериал «Просто Мария» перуанского производства 1969 года, после успеха он продолжил успех далее в мексиканском кинематографе. Он работал с переменным успехом как у себя на родине, так и в Мексике. Победил в премиях ACPT, Bravo и ещё ряде премиях.
Скончался 30 октября 2020 года в Сантьяго-де-Керетаро.

## Фильмография

### Избранные телесериалы
- 1963 — «Грозовой перевал» — Хеатклифф.
- 1964 — «Донья Барбара»
- 1969 — «Просто Мария» — Роберто Карида/Антонио Рамос.
- 1971 — «Итальянка собирается замуж» — Хуан Франсиско де Кастро.
- 1974 — «Мир игрушки» — Мариано Салинас.
- 1978 — «Вивиана»
- 1985—2007 — «Женщина, случаи из реальной жизни»
- 1994 —
  - «Маримар» — Губернатор Фернандо Монтенегро.
  - «Перекрёстки» — Олегарио.
- 1995 — «Мария из предместья» — Дон Фернандо де ла Вега.
- 2003 — «Истинная любовь» — Иларио Пеньялвер.
- 2007 — «Любовь без грима»
- 2008—2009 — «Осторожно с ангелом» — Патрисио.
- 2011-н. в. — «Как говорится» — Мигель.
- 2014-15 — «Итальянка собирается замуж» — Марио.

### Избранные фильмы
- 1979 — «Идеальная женщина» — Лусиано.

## Театральные работы
- «Великий мировой театр» (1970).
- «C новым веком, доктор Фрейд» (2000).
- «Эмигрант» (1999).